# Кармалан'ярві
Ка́рмалан'ярві (фін. Karmalanjärvi) — озеро на території Сортавальського района Республіки Карелія.

## Загальний опис
Форма озера видовжена, лопатева, витягнута з південного заходу на північний схід. З північного заходу в нього,повз озеро Хюмпьолян'ярві, витікає річка Кітенйокі, а з північного сходу витікає річка Хелюлянйокі.Береги озера порізані, в основному скелясті.
Риби: корюшка, щука, плотва, судак, окунь.
Вздовж південно-східного берега озера проходить автомобільна дорога місцевого значення 86К-338 («Янніканіемі — Сортавала»).
Біля північно-східного краю озера, перетинаючи річку Хелюляньйокі, що випливає з нього, проходить трасаА121 («Сортавала»),а також залізнична лінія Сортавала — Маткасєлькя.
Озеро слугує джерелом водопостачання та приймачем побутових стічних вод селища Заозерний.